# 贾凤山
贾凤山（1960年10月—），男，汉族，天津宝坻人，中共党员，中共十九大代表、天津市人大常委会秘书长、中共天津市委委员，毕业于南开大学。

## 生平
1960年10月，出生于天津。1983年8月，毕业于南开大学情报专业。1983年8月至1988年4月，天津市宝坻县科委干事。1985年12月，加入中国共产党。1988年4月至1993年3月，天津市宝坻县委办公室科员、科长。1993年3月至1995年9月，天津市宝坻县委办公室副主任。1995年3月至1995年7月，参加中共天津市委党校第八期培训一班学习。1995年9月至1998年2月，天津市宝坻县林亭口镇党委书记。1998年2月至2000年12月，天津市宝坻县计委主任。1998年9月至2000年7月，在北京工商大学经济学专业学习。2000年12月至2001年3月，天津市宝坻县副县长、县计委主任。2001年3月至2001年9月 天津市宝坻县副县长。2001年9月至2002年11月，天津市宝坻区副区长。2002年11月至2006年9月，天津市宝坻区委常委、区委办公室主任。2006年9月至2006年12月，天津市宝坻区委副书记、区纪委书记、区委党校校长。2006年12月至2007年1月，天津市宝坻区委副书记、区委党校校长。2007年1月至2010年6月，天津市宝坻区委副书记、区委政法委书记、区委党校校长。2007年3月至2007年7月，参加中共中央党校半年制中青班学习。2010年6月至2013年3月，天津市宝坻区委副书记、区长。2013年3月至2015年1月，天津市宝坻区委书记。2016年12月至2018年3月，天津市河西区委书记，天津市第十七届人大常委会代表资格审查委员会副主任委员。2017年5月26日，当选为中共天津市委委员。2017年9月29日，当选为中共十九大代表。2018年5月至今，天津市第十七届人大常委会代表资格审查委员会副主任委员、天津市第十七届人大常委会秘书长。